# Championnat d'Irlande du Nord de football 1960-1961
Navigation
Édition précédente Édition suivante
Le 58e Championnat d'Irlande du Nord de football se déroule en 1960-1961. Linfield FC remporte le titre de champion d’Irlande du Nord. C’est son vingt-cinquième titre de champion. La victoire cette année-là est difficile. Linfield et Portadown FC terminent le championnat à égalité de points (32 points). Un match de barrage est donc organisé pour départager les deux équipes et attribuer le titre de champion. Linfield remporte le match 3 buts à 2.
Avec 22 buts marqués,  Trevor Thompson de Glentoran FC remporte le titre de meilleur buteur de la compétition.

## Les 12 clubs participants
- Ards Football Club
- Bangor Football Club
- Ballymena United Football Club
- Cliftonville Football Club
- Coleraine Football Club
- Crusaders Football Club
- Derry City Football Club
- Distillery Football Club
- Glenavon Football Club
- Glentoran Football Club
- Linfield Football Club
- Portadown Football Club

## Compétition

### Classement
Le classement est établi sur le barème de points classique (victoire à 2 points, match nul à 1, défaite à 0).
| Rang | Équipe           | Pts | J  | G  | N | P  | Bp | Bc | Diff |
| ---- | ---------------- | --- | -- | -- | - | -- | -- | -- | ---- |
| 1    | Linfield FC      | 32  | 22 | 14 | 4 | 4  | 65 | 34 | +31  |
| 2    | Portadown FC     | 32  | 22 | 12 | 8 | 2  | 56 | 31 | +25  |
| 3    | Ards FC          | 31  | 22 | 13 | 3 | 5  | 66 | 39 | +27  |
| 4    | Glentoran FC     | 28  | 22 | 13 | 2 | 7  | 58 | 26 | +32  |
| 5    | Ballymena United | 27  | 22 | 11 | 5 | 6  | 51 | 38 | +13  |
| 6    | Glenavon FC      | 25  | 22 | 10 | 5 | 7  | 51 | 42 | +9   |
| 7    | Crusaders FC     | 23  | 22 | 8  | 7 | 7  | 30 | 29 | +1   |
| 8    | Distillery FC    | 22  | 22 | 10 | 2 | 10 | 63 | 61 | +2   |
| 9    | Bangor FC        | 13  | 22 | 4  | 5 | 13 | 48 | 69 | -21  |
| 10   | Coleraine FC     | 13  | 22 | 5  | 3 | 14 | 46 | 68 | -22  |
| 11   | Derry City FC    | 12  | 22 | 5  | 2 | 15 | 31 | 68 | -37  |
| 12   | Cliftonville FC  | 6   | 22 | 3  | 0 | 19 | 33 | 93 | -60  |

|  | Champion d'Irlande du Nord |
|  | Relégation                 |

#### Match de barrages
|  | Linfield FC | 3 - 2 | Portadown FC |  |  |
|  |             |       |              |  |  |

## Bilan de la saison
| Tableau d'Honneur                         |             |
| Compétition                               | Vainqueur   |
| Championnat d'Irlande du Nord de football | Linfield FC |
| Coupe d'Irlande du Nord de football       | Glenavon FC |

| Promotions et relégations |       |
| Relégués                  | Aucun |
| Promus                    | Aucun |

## Statistiques

### Meilleur buteur
- Trevor Thompson, Glentoran FC 22 buts